# 埃里卡湖
51°28′23″N 14°04′38″E / 51.472923°N 14.077159°E

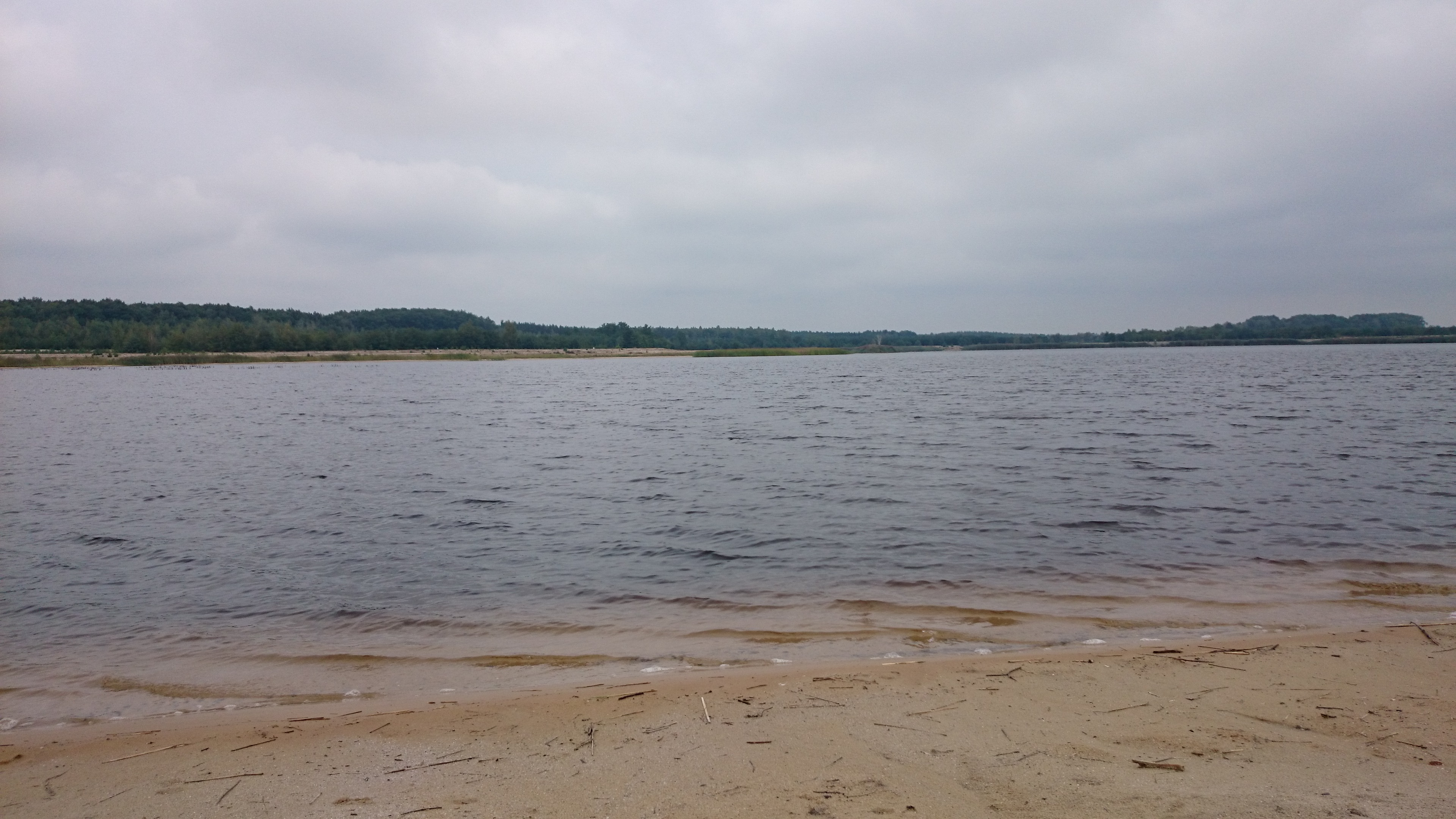

埃里卡湖（德語：Erikasee），是德國的湖泊，位於該國東部，由薩克森自由州負責管轄，長6.9公里、寬1公里，面積1.8平方公里，海拔高度107米，平均水深4.5米，最大水深10米，水體容量810萬立方米。